# Список пресмыкающихся Болгарии

Общегеографическая карта Болгарии

В этом списке приведены все виды пресмыкающихся, которые были зарегистрированы на территории Болгарии, а также не подтверждённые и случайные виды пресмыкающихся.
Подтверждено обитание 35 видов пресмыкающихся, из которых — 16 видов змей, 14 видов ящериц и 5 видов черепах. Один вид ящериц — Anguis colchica — до 2010 года считался подвидом ломкой веретеницы; то же самое касается одного вида черепах — Mauremys rivulata, который с 2001 года больше не считается подвидом каспийской черепахи, и змеи Malpolon insignitus, которая получила статус отдельного вида в 2006 году. Два вида гадюк — степная и асписовая — считаются регионально пропавшими. Два вида морских черепах — головастая морская и зелёная — не обитают в Чёрном море, а те случаи, когда они заплывали в его акваторию и их регистрировали вблизи или на берегах Болгарии, считаются случайностью. Такие виды пресмыкающихся, как турецкая гадюка, турецкий полупалый геккон и разноцветная ящурка, не обитают в Болгарии и не были зарегистрированы на её территории, однако обитают возле её границ и поэтому теоретически могут быть замечены на её территории.
Распространение различных видов на территории Болгарии неоднородное. Так, если обыкновенный уж, обыкновенная медянка и эскулапов полоз обитают на всей территории страны, то, в свою очередь, Platyceps collaris встречается только в отдельных районах на юго-востоке страны, а кошачья змея — только в долине реки Струма.
Как и в других странах Европы, в Болгарии наблюдается сокращение и исчезновение естественной среды обитания и уменьшение численности популяций различных видов пресмыкающихся. Эти процессы обусловлены в первую очередь расширением сельскохозяйственных угодий и интенсификацией ведения сельского хозяйства, а также урбанизацией, развитием инфраструктуры (строительством дорог, автомагистралей) и туризмом.

## Список

### Легенда
| Обозначения охранного статуса МСОП: - — виды на грани исчезновения (в критическом состоянии) - — виды под угрозой исчезновения - — уязвимые виды - — виды, близкие к уязвимому положению - — виды под наименьшей угрозой - — виды, для оценки угрозы которым не хватает данных - — виды, не представленные в Международной Красной книге | Отряд Семейство Род |

### Подтверждённые пресмыкающиеся
| Иллюстрация                        | Название                            | Биномиальное название  | Автор таксона                        | Статус МСОП                                      | Примечания | С.                   |
| Чешуйчатые                         |                                     |                        |                                      |                                                  | |                      |
| Веретеницевые                      |                                     |                        |                                      |                                                  | |                      |
| Веретеницы                         |                                     |                        |                                      |                                                  | |                      |
|                                    | Ломкая веретеница                   | Anguis fragilis        | Linnaeus, 1758                       | Вид не представлен в Международной Красной книге | По всей стране от морского побережья и в горных местностях (на высотах ~ 1000 м); обычно встречается в горных лесах, иногда на открытых участках | [ 5 ] [ 6 ]          |
|                                    | Колхидская веретеница               | Anguis colchica        | Nordmann, 1840                       | Вид не представлен в Международной Красной книге | Таксон представлен в Болгарии, и в Восточной Европе в целом, не ранее указываемым видом Anguis fragilis (веретеница ломкая), а аллопатрическим видом Anguis colchica, ранее рассматривавшимся в ранге его подвида. Спорадически в северной, восточной, центральной и юго-восточной Болгарии; ареал не отличается от ареала ломкой веретеницы | [ 5 ] [ 1 ]          |
| Панцирные веретеницы               |                                     |                        |                                      |                                                  | |                      |
|                                    | Желтопузик                          | Pseudopus apodus       | Pallas, 1755                         | Вид не представлен в Международной Красной книге | В прибрежных зонах Болгарии, преимущественно на юго-востоке; меньшая популяции в восточных Родопах, в долине реки Русенский Лом; обитает в кустарниковых или травянистых местностях; в период засухи находится у водоёмов | [ 8 ] [ 9 ]          |
| Гадюковые                          |                                     |                        |                                      |                                                  | |                      |
| Настоящие гадюки                   |                                     |                        |                                      |                                                  | |                      |
|                                    | Обыкновенная гадюка                 | Vipera berus           | Linnaeus, 1758                       | Вид вне опасности                                | Обычно в горных местностях Болгарии, на влажных лугах и полянах, в других разреженных частях леса | [ 10 ] [ 11 ] [ 12 ] |
|                                    | Носатая гадюка                      | Vipera ammodytes       | Linnaeus, 1758                       | Вид вне опасности                                | Встречается на всей территории Болгарии на скалистых, каменистых или карстовых территориях | [ 13 ] [ 14 ] [ 15 ] |
| Гекконы                            |                                     |                        |                                      |                                                  | |                      |
| Тонкопалые гекконы                 |                                     |                        |                                      |                                                  | |                      |
|                                    | Средиземноморский тонкопалый геккон | Mediodactylus kotschyi | Steindachner, 1870                   | Вид вне опасности                                | Спорадически встречается на юге и востоке Болгарии; является синатропным видом, хотя есть и дикие популяции вблизи Варны, Пловдива, Приморско, на Змеином острове и возле Созополя | [ 16 ] [ 17 ] [ 18 ] |
| Ложноногие                         |                                     |                        |                                      |                                                  | |                      |
| Удавчики                           |                                     |                        |                                      |                                                  | |                      |
|                                    | Западный удавчик                    | Eryx jaculus           | Linnaeus, 1758                       | Вид не представлен в Международной Красной книге | Юго-западная Болгария: подножия Западных Родоп, Восточные Родопы; на севере — около Свиштова; встречается в засушливых каменистых биотопах с кустарниковой растительностью | [ 19 ] [ 20 ]        |
| Настоящие ящерицы                  |                                     |                        |                                      |                                                  | |                      |
| Живородящая ящерица                |                                     |                        |                                      |                                                  | |                      |
|                                    | Живородящая ящерица                 | Zootoca vivipara       | Lichstein, 1823                      | Вид вне опасности                                | Западные и центральные Балканы, Витоша, Рила, Пирин, западные Родопы и Осоговская планина на высоте от 1200 м до 2900 м; предпочитает влажные луга и болота в буковых и хвойных лесах; также встречается в субальпийском поясе | [ 21 ] [ 22 ] [ 23 ] |
| Зелёные ящерицы                    |                                     |                        |                                      |                                                  | |                      |
|                                    | Зелёная ящерица                     | Lacerta viridis        | Laurenti, 1768                       | Вид вне опасности                                | Вся страна, кроме района гор Странджа; засушливые биотопы с кустарниками, опушки, скалистые местности; также эта ящерица заходит в лес | [ 24 ] [ 25 ] [ 26 ] |
|                                    | Прыткая ящерица                     | Lacerta agilis         | Linnaeus, 1758                       | Вид вне опасности                                | Ареал фрагментирован на участки в горной местности в западной, центральной, юго-западной частях страны; отдельные популяции обитают у Чёрного моря и у границы с Румынией; поселяется на скалистых, травянистых (иногда кустарниковых) участках в горах на разных высотах                                                                    | [ 27 ] [ 28 ] [ 29 ] |
|                                    | Трёхлинейчатая ящерица              | Lacerta trilineata     | Bedriaga, 1886                       | Вид вне опасности                                | Встречается в южной и восточной Болгарии (Верхнефракийская низменность, Родопы, долина Дуная, долина Камчии, побережье Чёрного моря); предпочитает засушливые местности (кустарники, опушки, скалистые местности) | [ 30 ] [ 31 ] [ 32 ] |
| Змееголовки                        |                                     |                        |                                      |                                                  | |                      |
|                                    | Стройная змееголовка                | Ophisops elegans       | Ménétriés, 1832                      | Вид не представлен в Международной Красной книге | Две изолированные популяции: одна у Мезека, вторая в долине рек Бяла и Луда; предпочитает засушливые скалистые местности с бедной растительностью | [ 33 ] [ 34 ]        |
| Скальные ящерицы                   |                                     |                        |                                      |                                                  | |                      |
|                                    | Луговая ящерица                     | Darevskia praticola    | Eversmann, 1834                      | Вид, близкий к уязвимому положению               | Не встречается в юго-западной части страны; обитает в дубовых, грабовых и буковых лесах, а также на хорошо освещенных местностях — лугах, опушках, берегах рек | [ 35 ] [ 36 ] [ 37 ] |
| Стенные ящерицы                    |                                     |                        |                                      |                                                  | |                      |
|                                    | Кикладская ящерица                  | Podarcis erhardii      | Bedriaga, 1882                       | Вид вне опасности                                | Юго-западная Болгария (Восточные Родопы); особенно любит засушливые биотопы (скалы, песчаные участки, каменистые берега рек); иногда встречается в населённых пунктах | [ 38 ] [ 39 ] [ 40 ] |
|                                    | Крымская ящерица                    | Podarcis tauricus      | Pallas, 1814                         | Вид вне опасности                                | По всей стране за исключением высокогорных участков западной Болгарии; обитает в засушливых биотопах: зарослях, скалистых местностях, песчаных морских побережьях | [ 41 ] [ 42 ] [ 43 ] |
|                                    | Обыкновенная стенная ящерица        | Podarcis muralis       | Laurenti, 1768                       | Вид вне опасности                                | Неравномерно по всей стране (есть местности Верхнефракийская низменности, Добруджи и долины Дуная, где ящерица не встречается); предпочитает скалистые и каменистые биотопы; иногда встречается в населённых пунктах | [ 44 ] [ 45 ] [ 46 ] |
| Слепозмейки                        |                                     |                        |                                      |                                                  | |                      |
| Слепозмейки                        |                                     |                        |                                      |                                                  | |                      |
|                                    | Обыкновенная слепозмейка            | Typhlops vermicularis  | Merrem, 1820                         | Вид не представлен в Международной Красной книге | Юго-восточная Болгария, Восточные Родопы, побережье Чёрного моря; засушливые биотопы: скалы или склоны с травой и кустами, песчаные участки | [ 47 ] [ 48 ]        |
| Сцинковые                          |                                     |                        |                                      |                                                  | |                      |
| Гологлазы                          |                                     |                        |                                      |                                                  | |                      |
|                                    | Европейский гологлаз                | Ablepharus kitaibelii  | Bibron и Bory de Saint-Vincent, 1833 | Вид вне опасности                                | Спорадически по всей стране, кроме некоторых местностей в юго-западной Болгарии; обитает на лугах, опушках; обычно не обитает в нелесистых равнинных местностях, хотя адаптировался к таким условиям в западной Болгарии | [ 49 ] [ 50 ] [ 51 ] |
| Ужеобразные                        |                                     |                        |                                      |                                                  | |                      |
| Ужи                                |                                     |                        |                                      |                                                  | |                      |
|                                    | Водяной уж                          | Natrix tessellata      | Laurenti, 1768                       | Вид вне опасности                                | На всей территории страны; живёт вблизи водоёмов (болота, озёра, реки, пруды) | [ 52 ] [ 53 ] [ 54 ] |
|                                    | Обыкновенный уж                     | Natrix natrix          | Linnaues, 1758                       | Вид вне опасности                                | На всей территории страны; обитает во влажных биотопах: вблизи болот, рек, прудов, особенно в зарослях камыша или иной растительности | [ 55 ] [ 56 ] [ 57 ] |
| Кошачьи змеи                       |                                     |                        |                                      |                                                  | |                      |
|                                    | Обыкновенная кошачья змея           | Telescopus fallax      | Fleischmann, 1831                    | Вид вне опасности                                | Долина Токи; предпочитает засушливые скалистые, каменистые или песчаные биотопы с кустарниковой растительностью или негустым лесом | [ 58 ] [ 59 ] [ 60 ] |
| Лазающие полозы                    |                                     |                        |                                      |                                                  | |                      |
|                                    | Палласов полоз                      | Elaphe sauromates      | Pallas, 1811                         | Вид не представлен в Международной Красной книге | Юг Болгарии, к востоку от Пазарджика; долина Дуная; Добруджа; обычно в степных районах или других засушливых местностях с редким лесом и кустарниками; иногда у болот и рек | [ 61 ] [ 62 ]        |
|                                    | Четырёхполосый лазающий полоз       | Elaphe quatuorlineata  | Lacepede, 1789                       | Вид, близкий к уязвимому положению               | Южная часть долины Струмы; засушливые каменистые биотопы с редким лесом и кустарниковой растительностью | [ 63 ] [ 64 ] [ 65 ] |
| Медянки                            |                                     |                        |                                      |                                                  | |                      |
|                                    | Обыкновенная медянка                | Coronella austriaca    | Laurenti, 1768                       | Вид не представлен в Международной Красной книге | По всей стране, кроме небольших низменностей на юге Болгарии; практически все виды биотопов от лесов до степных участков; чаще встречается в горах, чем на равнинах | [ 66 ] [ 67 ]        |
| Плоскоголовые полозы               |                                     |                        |                                      |                                                  | |                      |
|                                    |                                     | Platyceps collaris     | Müller, 1878                         |                                                  | Отдельные небольшие популяции у побережья Чёрного моря вблизи Созополя; обитает в засушливых каменистых и скалистых биотопах с травой и кустами; также встречается вблизи водоёмов | [ 68 ] [ 69 ] [ 70 ] |
|                                    | Оливковый полоз                     | Platyceps najadum      | Eichwald, 1831                       | Вид вне опасности                                | Юго-запад Болгарии, район Родопов; засушливые каменистые или скалистые биотопы с травой и кустами; низкорослые негустые леса | [ 71 ] [ 72 ] [ 73 ] |
| Dolichophis                        |                                     |                        |                                      |                                                  | |                      |
|                                    | Каспийский полоз                    | Dolichophis caspius    | Gmelin, 1789                         | Вид не представлен в Международной Красной книге | Встречается по всей стране, кроме высокогорных районов западной Болгарии; предпочитает засушливые биотопы: кустарники, каменистые и карстовые склоны; часто заползает на участки, которые используются для сельскохозяйственных нужд | [ 74 ] [ 75 ]        |
| Zamenis                            |                                     |                        |                                      |                                                  | |                      |
|                                    | Эскулапов полоз                     | Zamenis longissimus    | Laurenti, 1768                       | Вид не представлен в Международной Красной книге | По всей стране до высоты 2000 м над уровнем моря; обитает в разных биотопах: влажных лесах, лугах, опушках, скалах и карстах, часто заползает в населённые пункты | [ 76 ] [ 77 ] [ 78 ] |
|                                    | Леопардовый полоз                   | Zamenis situla         | Linnaeus, 1758                       | Вид вне опасности                                | Южная часть долины Токи, подножия Западных Родоп, где-то на южном побережье Чёрного моря; засушливые скалистые и каменистые биотопы с кустарниковой растительностью и травой; также встречается во влажных лесах | [ 79 ] [ 80 ] [ 81 ] |
| Lamprophiidae                      |                                     |                        |                                      |                                                  | |                      |
| Ящеричные змеи                     |                                     |                        |                                      |                                                  | |                      |
|                                    |                                     | Malpolon insignitus    | Geoffroy Saint-Hilaire, 1827         | Вид не представлен в Международной Красной книге | Юго-западная Болгария, район Родопов, район Странджа и побережье Чёрного моря; обитает в засушливых биотопах с кустарниковой растительностью или редким лесом | [ 82 ] [ 83 ]        |
| Черепахи                           |                                     |                        |                                      |                                                  | |                      |
| Азиатские пресноводные черепахи    |                                     |                        |                                      |                                                  | |                      |
| Водные черепахи                    |                                     |                        |                                      |                                                  | |                      |
|                                    |                                     | Mauremys rivulata      | Valenciennes, 1833                   | Вид вне опасности                                | На юге Болгарии, недалеко от границы с Грецией: реки Бяла, Луда, Арда, Марица; предпочитает реки со слабым течением, болота, ставки, озёра | [ 84 ] [ 85 ] [ 86 ] |
| Американские пресноводные черепахи |                                     |                        |                                      |                                                  | |                      |
| Болотные черепахи                  |                                     |                        |                                      |                                                  | |                      |
|                                    | Европейская болотная черепаха       | Emys orbicularis       | Linnaeus, 1758                       | Вид, близкий к уязвимому положению               | Встречается на всей территории страны вблизи рек; обитает в болотных местностях со слабым течением; также встречается в солоноватых водоёмах, особенно часто вблизи плотин или прудов, где выращивают рыбу | [ 87 ] [ 88 ] [ 89 ] |
| Trachemys                          |                                     |                        |                                      |                                                  | |                      |
|                                    | Красноухая черепаха                 | Trachemys scripta      | Thunberg, 1792; Schoepff, 1792       | Вид вне опасности                                | Водоёмы (пруды, озёра, каналы, реки со слабым течением) вблизи крупных городов | [ 90 ] [ 91 ]        |
| Сухопутные черепахи                |                                     |                        |                                      |                                                  | |                      |
| Европейские сухопутные черепахи    |                                     |                        |                                      |                                                  | |                      |
|                                    | Балканская черепаха                 | Testudo hermanni       | Gmelin, 1789                         | Вид, близкий к уязвимому положению               | Встречается на территории всей страны, особенно на юге; не встречается на западе Болгарии; изредка встречается в северо-восточной части от линии Балчик — Русе и в Верхнефракийской низменности; обитает в холмистых местностях с зарослями или в негустых лесах                                                                             | [ 92 ] [ 93 ] [ 94 ] |
|                                    | Средиземноморская черепаха          | Testudo graeca         | Linnaeus, 1758                       | Уязвимый вид                                     | Встречается на территории всей страны, кроме возвышенностей на западе и на северо-западе от линии Никопол — Главаци; изредка на просторах Верхнефракийская низменности; обитает в местностях с зарослями или в негустых лесах, иногда на побережьях у широколиственных лесов, на степных участках                                            | [ 95 ] [ 96 ] [ 97 ] |

#### Не подтверждённые и случайные виды пресмыкающихся
| Иллюстрация                 | Название                    | Биномиальное название | Автор таксона   | Статус МСОП                                      | Примечания | С.              |
| Чешуйчатые                  |                             |                       |                 |                                                  | |                 |
| Гадюковые                   |                             |                       |                 |                                                  | |                 |
| Настоящие гадюки            |                             |                       |                 |                                                  | |                 |
|                             | Асписовая гадюка            | Vipera aspis          | Linnaeus, 1758  | Вид вне опасности                                | Было описано всего две особи: одну описали в 1933 году у Харманли, а другую в начале XX века                                                         | [ 98 ] [ 99 ]   |
|                             | Западная степная гадюка     | Vipera ursinii        | Bonaparte, 1835 | Уязвимый вид                                     | Найдено лишь две особи: в Люлине и Шуменском плато. После 1934 года на территории Болгарии вид не регистрировался                                    | [ 100 ] [ 101 ] |
| Малоазиатские гадюки        |                             |                       |                 |                                                  | |                 |
|                             | Малоазиатская гадюка        | Vipera xanthina       | Gray, 1849      | Вид вне опасности                                | В Болгарии ещё ни разу не была описана, но такая возможность существует, так как эта гадюка обитает вблизи греко-болгарской границы                  | [ 102 ] [ 103 ] |
| Гекконы                     |                             |                       |                 |                                                  | |                 |
| Гекконы полупалые           |                             |                       |                 |                                                  | |                 |
|                             | Турецкий полупалый геккон   | Hemidactylus turcicus | Linnaeus, 1758  | Вид вне опасности                                | Обитание в Болгарии не подтверждено; обитает вблизи греко-болгарской границы                                                                         | [ 104 ] [ 105 ] |
| Настоящие ящерицы           |                             |                       |                 |                                                  | |                 |
| Ящурки                      |                             |                       |                 |                                                  | |                 |
|                             | Разноцветная ящурка         | Eremias arguta        | Pallas, 1773    | Вид не представлен в Международной Красной книге | До сих пор не описана в Болгарии, однако живёт рядом с её границами в Северной Добруджи                                                              | [ 106 ]         |
| Черепахи                    |                             |                       |                 |                                                  | |                 |
| Головастая морская черепаха |                             |                       |                 |                                                  | |                 |
|                             | Головастая морская черепаха | Caretta caretta       | Linnaues, 1758  | Вымирающий вид                                   | За весь период наблюдений у берегов Болгарии было зафиксировано лишь две особи (в 1936 и 1947 годах); обычно в Чёрное море эти черепахи не заплывают | [ 107 ] [ 108 ] |
| Зелёная черепаха            |                             |                       |                 |                                                  | |                 |
|                             | Зелёная черепаха            | Chelonia mydas        | Linnaues, 1758  | Вымирающий вид                                   | Единственный случай регистрации на территории Болгарии случился в 1898 году возле Созополя                                                           | [ 109 ] [ 110 ] |